# Helmintiasis
Las helmintiasis son enfermedades parasitarias en las que una parte del cuerpo está infestada de gusanos, como las  lombrices intestinales, las solitarias o los nematodos (gusanos redondos).
Comúnmente los gusanos residen en la vía gastrointestinal pero también se pueden encontrar en el hígado, músculos y otros órganos.

## Tipos de helmintiasis humanas

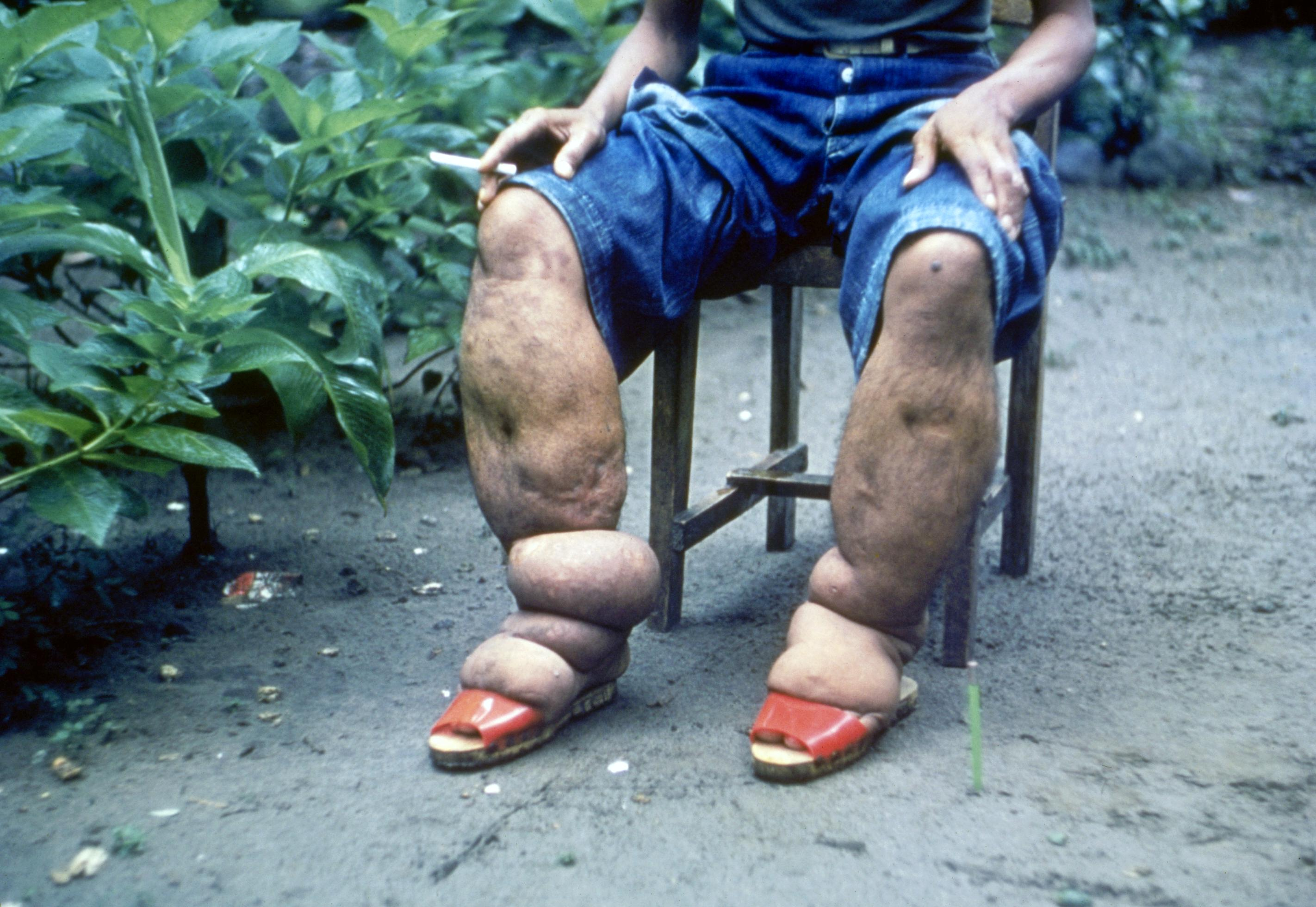
Elefantiasis en las piernas.

- Nematodiasis - helmintiasis por nematodos
  - Anisakiasis
  - Anquilostomiasis
  - Ascariasis
  - Dracunculiasis
  - Enterobiasis
  - Estrongiloidiasis
  - Filariasis que incluyen Oncocercosis y Elefantiasis
  - Toxocariasis
  - Tricuriasis
  - Triquinelosis

- Cestodiasis - helmintiasis por cestodos
  - Cisticercosis
  - Hidatidosis
  - Teniasis

- Trematodiasis - helmintiasis por trematodos
  - Esquistosomiasis o bilharziasis
  - Fascioliasis

## Prevención
La OMS estima que 133 millones de personas padecen graves infecciones debidas a helmintos intestinales, que a menudo tienen consecuencias graves como alteraciones cognitivas, disentería importante o anemia.
Esas enfermedades causan 9.400 defunciones cada año.
El acceso a los servicios de agua potable y saneamiento y el mejoramiento de las prácticas de higiene pueden reducir la morbilidad por ascariasis en un 29% y la morbilidad por anquilostomiasis en un 4%.
La helmintiasis y la esquistosomiasis transmitidas por el suelo, consideradas entre las enfermedades tropicales desatendidas de acuerdo con la Organización Mundial de la Salud, afectan a más de un tercio de la población mundial. Existe un debate sobre la efectividad y la rentabilidad de las desparasitaciones masivas de niños como estrategia para mejorar la salud infantil en áreas endémicas. Por ello, se han hecho estudios que evalúan los efectos producidos por estas intervenciones en el crecimiento, los logros educacionales, la cognición, la asistencia escolar y la calidad de vida, además de ciertos efectos adversos en niños que habitan en estas zonas.
Una revisión de 65 estudios realizados en 24 países, concluyó que la desparasitación masiva de helmintos transmitidos por el suelo genera pocos o ningún efecto en el peso, talla, asistencia escolar y cognición. Por su parte, la desparasitación para combatir solo la esquistosomiasis tal vez aumente levemente el peso, pero no genera ningún otro impacto. Asimismo, dos estudios a largo plazo mostraron un aumento de la productividad económica y de la matriculación escolar, aunque no existe certeza de que tales efectos se deban a la desparasitación. Es preciso explorar políticas adicionales que mejoren la salud y nutrición de los niños en zonas endémicas.